# Tivadar Kanizsa
Tivadar Kanizsa (Debrecen, 4 aprile 1933 – Jásztelek, 4 novembre 1974) è stato un pallanuotista ungherese, vincitore di due medaglie d'oro alle olimpiadi di Tokyo 1964 e Melbourne 1956 ed una di bronzo a Roma 1960. Con il Szolnok vinse sei campionati ungheresi.